# 안토니스 사마라스
안토니스 사마라스(그리스어: Αντώνης Σαμαράς, 1951년 5월 23일 ~ )는 그리스의 정치인으로, 2012년부터 2015년 1월까지 그리스의 총리를 맡았다. 소속 정당은 신민주주의당이었으나, 2024년 당에서 제명되었다.